# 涼香
涼香（りょうか、2月6日 - ）は、日本のフリーのゲーム原画家、イラストレーター。神奈川県横浜市出身。性別は女性。fengの3作目『魔法少女Twin☆kle』以降、同社の作品の原画を担当し続けている。また、「涼屋」（すずや）という同人サークルを主宰しており、猫耳をテーマにしたものや制服を着た女の子などといった、イラスト集・オリジナル作品を発行している。イラストレーターの和泉つばすと交友がある。

## 作品リスト

### アダルトゲーム
- 魔法少女Twin☆kle（feng、原画担当）
- 青空の見える丘（feng、原画担当）
- あかね色に染まる坂（feng、原画担当）
- 星空へ架かる橋（feng、原画担当）
  - 星空へ架かる橋AA（feng、原画担当）
- 彼女のセイイキ（feng、原画担当）
- 妹のセイイキ（feng、原画担当）
- 学校のセイイキ（feng、原画担当）
- Pia♥キャロットへようこそ!!G.P.（カクテルソフト、原画担当）[3]
- WIZARD GIRL AMBITIOUS（sugar pot、原画担当）
- ファイナル恋愛ゲーム（EX-ONE、原画担当、開発凍結）

### 一般ゲーム
- White Princess the second 〜やっぱり一途にいってもそうじゃなくてもOKなご都合主義学園恋愛アドベンチャー!!〜（プリンセスソフト）
- あかね色に染まる坂ぱられる（GN Software、原画担当）

### 小説
- 花×華 （岩田洋季著、電撃文庫、挿絵）
- 101番目の百物語 （サイトウケンジ著、MF文庫J、挿絵）
- 娘のままじゃ、お嫁さんになれない！ （なかひろ著、電撃文庫、挿絵）

### 画集
- クリサンカク

描き下ろし絵柄のマイクロファイバータオルや「涼香ウサギ」のにいてんごフィギュアが付属する特装版は通販での完全受注生産。通常版は2014年2月に一般発売。
- クリミ

2017年4月発売。

### アニメ
- ましろ色シンフォニー -The color of lovers-（第11話エンドカード）
- 輪廻のラグランジェ season2（第5話提供イラスト）
- ご注文はうさぎですか?（第10話エンドカード）
- アブソリュート・デュオ（第11話エンドカード）
- グリザイアの楽園（第10話提供イラスト）
- ULTRA SUPER ANIME TIME（3rd Season 第1回エンドカード）
- ブブキ・ブランキ（第4話エンドカード）
- ガヴリールドロップアウト（第10話エンドカード）
- ロクでなし魔術講師と禁忌教典（第11話エンドカード）
- みるタイツ（第9話エンドカード）
- 月曜日のたわわ2（第7話エンドカード）